# Richard Brewer
 (janvier 2017).
Si vous disposez d'ouvrages ou d'articles de référence ou si vous connaissez des sites web de qualité traitant du thème abordé ici, merci de compléter l'article en donnant les références utiles à sa vérifiabilité et en les liant à la section « Notes et références ».
Pour les articles homonymes, voir Brewer.
Richard Brewer, dit Dick Brewer, né le 19 février 1850 et décédé le 4 avril 1878, était un cowboy américain. L'un des principaux protagonistes de la Guerre du comté de Lincoln, il fut le premier leader des Régulateurs (la bande à laquelle Billy le Kid a appartenu).

## Jeunesse
Richard Brewer est né à Saint-Albans dans le Vermont. À l'âge de deux ans, sa famille déménagea au Wisconsin. Durant son adolescence, Richard Brewer se rendit à Carthage dans le Missouri avant d'arriver au comté de Lincoln, Nouveau-Mexique.   
Il essaya de travailler comme agriculteur, et dans ce but, il acheta une ferme dans le comté de Lincoln. Au printemps de 1871, il commença à travailler pour Lawrence Murphy, un riche commerçant et propriétaire terrien de la région. Il travailla ensuite comme responsable du bétail pour l'éleveur John Tunstall, qui était propriétaire de l'une des plus grandes fermes de la région, et faisait figure de principal rival commercial de Lawrence Murphy. 

### La guerre du comté de Lincoln
À cette époque, il y avait une rivalité entre éleveurs dans le comté de Lincoln, notamment entre John Dolan et Lawrence Murphy, et John Tunstall. Ce fut le meurtre de John Tunstall qui déclencha la guerre du Comté de Lincoln. Cette guerre opposa différentes factions (les Régulateurs, les Seven Rivers Warriors, la bande de Jessie Evans,... ) qui s'affrontèrent durant plusieurs mois. Richard Brewer était le leader des Régulateurs, qui comptaient une vingtaine de membres dont le célèbre Billy le Kid. 
Les Régulateurs désiraient venger la mort de leur patron, John Tunstall. Ils capturèrent alors Frank Baker et William Morton, deux suspects dans le meurtre de Tunstall. Ils seront assassinés à Steel Springs en mars. Le 1er avril 1878, le shérif William Brady (protecteur du clan Dolan-Murphy) et son adjoint George Hindman sont victimes d'une embuscade tendue par les Régulateurs. Ils mourront tous les deux. Quelques jours plus tard, à Blazer's Mill, les Régulateurs affrontent un opposant fortement armé, "Buckshot Roberts". Dick Brewer ne survivra pas à la bataille et Roberts non plus.